# Pauline Brunius
Pauline Brunius (10 de febrer de 1881 – 30 de març de 1954) fou una actriu i directora teatral i cinematogràfica de nacionalitat sueca.

## Biografia
El seu veritable nom era Emma Maria Pauline Lindstedt, i va néixer a Estocolm, Suècia. Brunius va començar a estudiar ball el 1891, però va acabar deixant els estudis per dedicar-se al teatre, entrant a formar part del Teatre Olympiateatern l'any 1902. Al costat del seu marit (John W. Brunius) i un col·lega, Gösta Ekman, va dirigir el Teatre Oscarsteatern en el període 1926–1932. L'any 1938 va començar a dirigir el teatre Dramaten, lloc que va ocupar fins a l'any 1948.
Des de 1909 a 1935 va estar casada amb l'actor John W. Brunius. Va ser mare dels també actors Anne-Marie Brunius i Palle Brunius.
Pauline Brunius va morir a Estocolm, Suècia, l'any 1954. Va ser enterrada en el Cementiri Galärvarvskyrkogården d'Estocolm.

## Filmografia seleccionada
- Karl Fredrik regerar (1934)
- Markurells i Wadköping (1931)
- Doktorns hemlighet (1930)
- Charlotte Löwensköld (1930)
- Gustaf Wasa del I (1928)
- Karl XII (1925)
- Gunnar Hedes saga (1923)
- Kärlekens ögon (1922)
- En vildfågel (1921)
- Gyurkovicsarna (1920)
- Thora van Deken (1920)

### Direcció
- Falska Greta (1924)
- Herr Vinners stenåldersdröm (1924)
- Ryggskott (1921)
- Trollsländan (1920)
- Lev livet leende (1921)
- Ombytta roller (1920)
- De läckra skaldjuren (1920)

### Guionista
- Herr Vinners stenåldersdröm (1924)
- Gyurkovicsarna (1920)
- Trollsländan (1920)
- Lev livet leende (1921)
- De läckra skaldjuren (1920)
- Ombytta roller (1920)